# والتون-آن-د- نیز
والتون-آن-د- نیز (به انگلیسی: Walton-on-the-Naze) یک شهرک در بریتانیا است که در اسکس واقع شده‌است.